# Thomas Dolliver Church
Thomas Dolliver Church (* 27. April 1902 in Boston, Massachusetts; † 30. August 1978) war ein US-amerikanischer Landschaftsarchitekt. Er wurde von seiner Familie „Dolliver“ und von seinen Freunden  „Tommy“ genannt.

## Leben
Church wuchs in Ojai und Berkeley in Kalifornien auf. Er machte 1923 seinen Bachelor of Arts am College of Agriculture an der University of California, Berkeley. Seinen Master machte Church an der Harvard Graduate School of Design. Hier wurde er stark durch Walter Gropius beeinflusst. Zwischen 1929 und 1930 lehrte Church an der UC Berkeley. 1932 zog er nach San Francisco und eröffnete sein Büro in der 402 Jackson Street 1933. Nach einer Europareise im Jahr 1937, während der er Frankreich und Finnland besuchte, lehrte er für ein Jahr an der Ohio State University. Er erhielt 1960 den Prix de Rome für Landschaftsarchitektur. 1973 wurde er zum assoziierten Mitglied (ANA) der National Academy of Design. Er behielt das Büro in San Francisco, bis er 1977 in den Ruhestand ging. Kurz vor seinem Tod 1978 wurde er in die American Academy of Arts and Sciences gewählt.

## Werk
Als Church sein Studium begann, beherrschte der Neoklassizismus das Garten-Design. Church lernte an der University of California, Berkeley, in Harvard und während einer Europareise den Sinn für die klassische Form. Er war stark durch das Werk von Le Corbusier und Alvar Aalto beeinflusst. Aber auch kubistische und Art-déco-Elemente finden sich in seinem Werk. Church galt als einer der Erfinder  der modernen amerikanischen Landschaftsarchitektur, die als California Style bekannt wurde. Dieser war dominiert von Pflasterungen, hölzernen Terrassen, Brücken und Hochbeeten und passte sich der oft unregelmäßigen Form der Grundstücke an. Die Gärten waren "pflegeleicht" gestaltet. In seinem Buch Gardens are for Peoples beschrieb er die vier Prinzipien seiner Entwürfe:
- Einheit
- Funktion
- Einfachheit
- Maßstab

## Werke
- El Novillero, Somona, San Pablo Bay bei San Francisco, 1947, Eigentümer Dewey Donnel.

## Publikationen
- Gardens are for People, how to plan for outdoor living. New York, Reinhold Publishing Corporation 1955 (Neuauflagen 1983, 1995)
- Your private world; a study of intimate gardens. San Francisco, Chronicle Books 1969.